# حيوات متجاورة
حيوات متجاورة هي رواية من تأليف محمد برادة، أُصدرت سنة 2009 من دار الفنك المغربية ودار الآداب اللبنانية. يرصد حيوات شخصيات الرواية الثلاث سواء من خلال القول، الكلام، أو الحوار، ومن خلال هذه الحيوات نعيد تأمل أحداث شكلت مسارات تاريخ المغرب، والأفراد وقيمهم. ترجمت الرواية الى الفرنسية وصدرت عن دار "Actes Sud" في فرنسا سنة 2013.

## محتوى
تدور الرواية حول قصة نعيمة، البطلة المحورية، مضيفة الطيران المطلقة التي تحفل حياتها بمغامرات عديدة والتي تنتهي بدخولها السجن بسبب إداراتها لشبكة للاتجار بالمخدرات. إلا أن ما يلفت النظر في هذا العمل هو الأسلوب السردي للراوي وهو سميح الذي هو واحداًمن أبطال مغامرات نعيمة.

## الشخصيات
- نعيمة آيت لهنا: التي يحيل اسمها دلاليا إلى النعمة والهناء، تمثل نموذجًا للمرأة المغربية التي تحمل تناقضات كثيرة. تعيش صراعات اجتماعية وشخصية تعكس التغيرات التي طرأت على دور المرأة في المجتمع المغربي بين التقاليد والحداثة. شخصيتها مليئة بالعواطف والتحولات، مما يجعلها معبرة عن التحديات التي تواجهها النساء في مختلف السياقات.[5]
- ولد هنية: شخصية تحمل في طياتها أبعادًا اجتماعية وسياسية، معبرة عن الفئات المهمشة والمتأثرة بالأوضاع الاقتصادية والسياسية. ولد هنية يسعى لإيجاد مكان له في مجتمع تتضارب فيه القوى المختلفة، ويبرز كرمز للطبقات الشعبية التي تكافح لتحقيق ذاتها.
- عبد الموجود الوارثي: التي يوحي اسمها على مستوى الدلالة بالتواجد القوي وبوراثة هذا التواجد القوي في ذات الآن[5][6]

## اقتباسات من الرواية
"أنت تريدني أن أحكي تفاصيل حياتي منذ الطفولة، لكنني غير مقتنعة، مثلك، بوجود خيط رابط بين مراحل عمرنا... كثيرًا ما فعلت أشياء متناقضة، متضادة"
"أنا عمري ما حكيت حياتي لشي حد أو حتى لراسي... أنا غير حشمت منّك على ود انتا عزيز عليّ"
"عندي يرتبط معنى الحياة بالطفولة: تدليل أمي لي، تقليد نطق الكلمات، تعلّم المشي، أيام النزاهة في جنانات فاس..."
"كثيرًا ما فعلت أشياء متناقضة، متضادة... كأنما تسقط من فوق وتتحكم في دفة المسار."
"لا أريد منك أن تستخلص الدوافع التي توجّه مسلكي، إذ كثيرًا ما تصرفت بلا وعي، بلا خطة."
"مناين غادي نبدا وشلاّ ما نتفكر؟ تيتخص شي واحد يكون عارف حياتي ويبدا يفكّرني وأنا نكمل."
"أنا غير حشمت منّك على ود انتا عزيز عليّ... أما الآن غادي نبدا نقّز من حكاية لاخرى."
"الطفولة وبداية الشباب زرعا فيّ الإحساس بالحياة في شموليتها... كانت تبدأ عندي بالتعلم واكتشاف المتعة."

"أيام النزاهة في جنانات فاس، ومداعبة بنات العائلة التي أيقظت غريزة الجنس عندي مبكرا."

## أسلوب الرواية
رواية حيوات متجاورة هي عمل سردي تجريبي للروائي المغربي محمد برادة، نُشرت سنة 2009 عن دار الفنك المغربية ودار الآداب اللبنانية. تستند الرواية إلى تقنية تعدد الأصوات والسرد الذاتي، حيث تُروى من خلال ثلاث شخصيات رئيسية: نعيمة آيت لهنا، مضيفة طيران سابقة؛ ولد هنية، شخصية شعبية مهمشة؛ وعبد الموجود الوارثي، المثقف المتأمل في ماضيه. يعتمد برادة على التعدد اللغوي والمستويات السردية المختلفة، متجنبًا السرد التقليدي لصالح بناء سردي مفتوح يسمح بتداخل الأزمنة وتعدد وجهات النظر. تتناول الرواية قضايا الهوية، الحرية، والجنس، من خلال استبطان شخصياتها وتجلياتهم الفردية، مما يمنح النص طابعًا تأمليًا يعكس توتر الواقع المغربي وتحولاته السياسية.

## الحرية في الرواية
تُجسّد رواية حيوات متجاورة مفهوم الحرية بوصفها تجربة وجودية تتجاوز القيود الاجتماعية والسياسية، حيث تسعى الشخصيات الثلاث إلى تحقيق حرية داخلية تعكس رغبتها في تجاوز الإكراهات المفروضة عليها. فـ"نعيمة آيت لهنا" تجد في السجن مفارقة الحرية بعدما عاشت حياة مشوبة بالقيود والارتهان للجسد والسلطة، بينما يسعى "عبد الموجود الوارثي" إلى استعادة حياته عبر ملذات طالما حُرم منها، في محاولة للتحرر من إرث السلطة والامتثال الديني. أما "ولد هنية"، فيعبّر عن حرية فطرية تتجلى في رفضه للوصاية السردية وتشبثه بلغته الشعبية. ومن خلال تعدد الأصوات وتنوع التجارب، تُقدّم الرواية الحرية كقيمة فردية تتشكل داخل الذات، لا كامتياز اجتماعي، مما يجعلها نشيدًا سرديًا يحتفي بالاختلاف والتعدد والبحث عن المعنى

## نقد الرواية
أجمع بعض النقاد على فنية العمل وإبداعيته، على مستوى الشكل والمضمون، فيما اعتبر نقاد آخرون الرواية نسخة من أعمال سابقة، مثل امرأة النسيان ومثل صيف لن يتكرر، وشخوصها غير حيوية، بسبب تركيز برادة على الجانب التقني في أعماله أكثر من الجانب الإبداعي، الذي يجب أن يكون منسابا في العمل، ويجذب القارئ، ولعل هذا ما يجعل أعمال برادة الإبداعية في نظر الكثيرين، مجالا لتجريب أدواته النقدية.

## وصلات خارجية
- رواية حيوات متجاورة من منظورات نقدية مختلفة
- الـكـتـابــة واللــعــب في روايــة محمد برادة: حـيـوات مـتـجـاورة